# Haematopota javana
Haematopota javana är en tvåvingeart som beskrevs av Christian Rudolph Wilhelm Wiedemann 1821. Haematopota javana ingår i släktet Haematopota och familjen bromsar. Inga underarter finns listade i Catalogue of Life.